# Jeżów Sudecki (gemeente)
De gemeente Jeżów Sudecki is een landgemeente in het Poolse woiwodschap Neder-Silezië, in powiat Jeleniogórski.
De zetel van de gemeente is in Jeżów Sudecki.
Op 30 juni 2004 telde de gemeente 6162 inwoners.

## Oppervlakte gegevens
In 2002 bedroeg de totale oppervlakte van gemeente Jeżów Sudecki 94,38 km², waarvan:
- agrarisch gebied: 62%
- bossen: 28%

De gemeente beslaat 15,02% van de totale oppervlakte van de powiat.

## Demografie
Stand op 30 juni 2004:
| Omschrijving                   | Totaal | Totaal | Vrouwen | Vrouwen | Mannen | Mannen |
| ------------------------------ | ------ | ------ | ------- | ------- | ------ | ------ |
| eenheid                        | aantal | %      | aantal  | %       | aantal | %      |
| inwoners                       | 6162   | 100    | 3146    | 51,1    | 3016   | 48,9   |
| bevolkingsdichtheid (inw./km²) | 65,3   | 65,3   | 33,3    | 33,3    | 32     | 32     |

In 2002 bedroeg het gemiddelde inkomen per inwoner 1145,17 zł.

## Administratieve plaatsen (sołectwo)
Chrośnica, Czernica, Dziwiszów, Janówek, Jeżów Sudecki, Płoszczyna, Siedlęcin, Wrzeszczyn.

## Aangrenzende gemeenten
Janowice Wielkie, Jelenia Góra, Stara Kamienica, Świerzawa, Wleń
- Virtual International Authority File: 311309261